# Categoría Primera B 2008
Die Categoría Primera B 2008, nach einem Sponsor offiziell Copa Premier 2008 genannt, war die neunzehnte Spielzeit der zweiten kolumbianischen Spielklasse im Fußball der Herren, die aus Apertura und Finalización bestand. Vorjahresmeister war Envigado FC. Absteiger aus der ersten Liga war Real Cartagena.
Meister wurde Real Cartagena, das damit direkt wieder in die erste Liga aufsteigen konnte. Der Vizemeister Deportivo Rionegro verlor in der Relegation gegen Envigado FC.

## Modus
In Apertura und Finalización wurden zunächst alle Mannschaften in zwei Gruppen mit je neun Mannschaften gelost. In jeder Gruppe spielten alle Mannschaften im Ligamodus zweimal gegeneinander, zusätzlich spielte jede Mannschaft gegen ein Team aus der anderen Gruppe. In jeder Gruppe qualifizierten sich die ersten vier Mannschaften für die Finalrunde, die aus zwei Gruppen mit jeweils vier Mannschaften bestand. Die beiden Gruppensieger spielten jeweils einen Halbserienmeister aus.
Die beiden Halbserienmeister qualifizierten sich für das Finale, in der der Meister und direkte Aufsteiger ermittelt wurde. Der Vizemeister spielte eine Relegation gegen den Vorletzten der ersten Liga. Absteiger aus der zweiten Liga gab es nicht.

## Teilnehmer
Die folgenden Vereine nahmen an den beiden Halbserien der Spielzeit 2008, Apertura und Finalización, teil. Das Startrecht von Atlético Bello wurde von Atlético Juventud aus Soacha gekauft. Außerdem kehrte Bajo Cauca FC nach der Hinserie nach vier Jahren aus Caucasia nach Itagüí zurück und wurde in Itagüí Ditaires umbenannt.
| Mannschaft                 | Stadt           | Stadion                                | Kapazität   |
| -------------------------- | --------------- | -------------------------------------- | ----------- |
| Academia FC                | Bogotá          | Compensar                              | 4500        |
| Alianza Petrolera          | Barrancabermeja | Daniel Villa Zapata                    | 8000        |
| Bajo Cauca Itagüí Ditaires | Caucasia Itagüí | Orlando Aníbal Monroy Ciudad de Itagüí | 4000 12.000 |
| Barranquilla FC            | Barranquilla    | Romelio Martínez                       | 20.000      |
| Bogotá FC                  | Bogotá          | Alfonso López Pumarejo                 | 15.000      |
| Centauros Villavicencio    | Villavicencio   | Manuel Calle Lombana                   | 15.000      |
| Córdoba FC                 | Cereté          | Alberto Saibis Saker                   | 6000        |
| Cortuluá                   | Tuluá           | Doce de Octubre                        | 16.000      |
| Dépor Jamundí              | Jamundí         | Cacique Jamundí                        | 2500        |
| Deportivo Rionegro         | Rionegro        | Alberto Grisales                       | 9000        |
| Expreso Rojo               | Fusagasugá      | Fernando Mazuera                       | 5000        |
| Girardot FC                | Girardot        | Luis Antonio Duque Peña                | 15.000      |
| Juventud Soacha            | Soacha          | Luis Carlos Galán Sarmiento            | 8000        |
| Patriotas                  | Tunja           | La Independencia                       | 20.000      |
| Real Cartagena             | Cartagena       | Jaime Morón León                       | 25.000      |
| Real Santander             | Floridablanca   | Álvaro Gómez Hurtado                   | 4500        |
| Unión Magdalena            | Santa Marta     | Eduardo Santos                         | 23.000      |
| Valledupar FC              | Valledupar      | Armando Maestre Pavajeau               | 10.000      |

## Apertura

### Erste Phase

#### Gruppe A
| Pl. | Verein             | Sp. | S | U | N | Tore    | Diff. | Punkte |
| --- | ------------------ | --- | - | - | - | ------- | ----- | ------ |
| 1.  | Unión Magdalena    | 18  | 9 | 6 | 3 | 025:120 | +13   | 33     |
| 2.  | Deportivo Rionegro | 18  | 9 | 6 | 3 | 031:210 | +10   | 33     |
| 3.  | Valledupar FC      | 18  | 8 | 6 | 4 | 021:180 | +3    | 30     |
| 4.  | Córdoba FC         | 18  | 8 | 3 | 7 | 017:190 | −2    | 27     |
| 5.  | Real Cartagena (A) | 18  | 6 | 6 | 6 | 024:230 | +1    | 24     |
| 6.  | Real Santander     | 18  | 4 | 8 | 6 | 017:200 | −3    | 20     |
| 7.  | Barranquilla FC    | 18  | 4 | 8 | 6 | 012:170 | −5    | 20     |
| 8.  | Bajo Cauca         | 18  | 4 | 5 | 9 | 014:210 | −7    | 17     |
| 9.  | Alianza Petrolera  | 18  | 3 | 6 | 9 | 018:310 | −13   | 15     |

#### Gruppe B
| Pl. | Verein                  | Sp. | S  | U | N | Tore    | Diff. | Punkte |
| --- | ----------------------- | --- | -- | - | - | ------- | ----- | ------ |
| 1.  | Bogotá FC               | 18  | 10 | 6 | 2 | 031:110 | +20   | 36     |
| 2.  | Dépor FC                | 18  | 7  | 8 | 3 | 025:190 | +6    | 29     |
| 3.  | Centauros Villavicencio | 18  | 8  | 4 | 6 | 024:210 | +3    | 28     |
| 4.  | Juventud Soacha         | 18  | 7  | 7 | 4 | 019:170 | +2    | 28     |
| 5.  | Patriotas               | 18  | 6  | 5 | 7 | 022:270 | −5    | 23     |
| 6.  | Girardot FC             | 18  | 6  | 3 | 9 | 024:240 | ±0    | 21     |
| 7.  | Expreso Rojo            | 18  | 5  | 5 | 8 | 016:230 | −7    | 20     |
| 8.  | Academia FC             | 18  | 4  | 7 | 7 | 021:250 | −4    | 19     |
| 9.  | Cortuluá                | 18  | 1  | 8 | 9 | 015:250 | −10   | 11     |

| (A) | Absteiger aus der Categoría Primera A: Real Cartagena |

### Halbfinal-Phase

#### Gruppe A
| Pl. | Verein             | Sp. | S | U | N | Tore    | Diff. | Punkte |
| --- | ------------------ | --- | - | - | - | ------- | ----- | ------ |
| 1.  | Deportivo Rionegro | 6   | 3 | 2 | 1 | 011:600 | +5    | 11     |
| 2.  | Juventud Soacha    | 6   | 3 | 1 | 2 | 009:900 | ±0    | 10     |
| 3.  | Valledupar FC      | 6   | 2 | 1 | 3 | 005:700 | −2    | 07     |
| 4.  | Dépor FC           | 6   | 1 | 2 | 3 | 006:900 | −3    | 05     |

#### Gruppe B
| Pl. | Verein                  | Sp. | S | U | N | Tore    | Diff. | Punkte |
| --- | ----------------------- | --- | - | - | - | ------- | ----- | ------ |
| 1.  | Unión Magdalena         | 6   | 3 | 3 | 0 | 009:600 | +3    | 12     |
| 2.  | Bogotá FC               | 6   | 3 | 2 | 1 | 008:500 | +3    | 11     |
| 3.  | Centauros Villavicencio | 6   | 1 | 3 | 2 | 005:700 | −2    | 06     |
| 4.  | Córdoba FC              | 6   | 0 | 2 | 4 | 004:800 | −4    | 02     |

### Finale
| Datum                                                |                    | Ergebnis |                    | Ort         |
| ---------------------------------------------------- | ------------------ | -------- | ------------------ | ----------- |
| 14.06.2008                                           | Unión Magdalena    | 0:2      | Deportivo Rionegro | Santa Marta |
| 21.06.2008                                           | Deportivo Rionegro | 2:0      | Unión Magdalena    | Rionegro    |
| Gesamt:                                              | Unión Magdalena    | 0:4      | Deportivo Rionegro |             |
| Damit wurde Deportivo Rionegro Meister der Apertura. |                    |          |                    |             |

### Torschützenliste
Bei gleicher Anzahl von Treffern sind die Spieler alphabetisch geordnet.
| Pl. | Spieler           | Mannschaft         | Tore |
| --- | ----------------- | ------------------ | ---- |
| 1.  | Álvaro Barros     | Valledupar FC      | 8    |
| 1.  | Luis Tobón        | Córdoba FC         | 8    |
| 3.  | Jaider Arboleda   | Real Cartagena     | 7    |
| 3.  | Luis Carlos Arias | Deportivo Rionegro | 7    |
| 3.  | Erwin Carrillo    | Unión Magdalena    | 7    |

## Finalización

### Erste Phase

#### Gruppe A
| Pl. | Verein                  | Sp. | S | U | N  | Tore    | Diff. | Punkte |
| --- | ----------------------- | --- | - | - | -- | ------- | ----- | ------ |
| 1.  | Academia FC             | 18  | 9 | 5 | 4  | 024:160 | +8    | 32     |
| 2.  | Deportivo Rionegro      | 18  | 8 | 7 | 3  | 023:180 | +5    | 31     |
| 3.  | Unión Magdalena         | 18  | 8 | 4 | 6  | 019:140 | +5    | 28     |
| 4.  | Real Cartagena (A)      | 18  | 7 | 7 | 4  | 019:170 | +2    | 28     |
| 5.  | Expreso Rojo            | 18  | 7 | 6 | 5  | 015:180 | −3    | 27     |
| 6.  | Itagüí Ditaires         | 18  | 6 | 7 | 5  | 012:110 | +1    | 25     |
| 7.  | Cortuluá                | 18  | 5 | 6 | 7  | 022:210 | +1    | 21     |
| 8.  | Real Santander          | 18  | 5 | 4 | 9  | 015:200 | −5    | 19     |
| 9.  | Centauros Villavicencio | 18  | 2 | 5 | 11 | 013:250 | −12   | 11     |

#### Gruppe B
| Pl. | Verein            | Sp. | S | U | N | Tore    | Diff. | Punkte |
| --- | ----------------- | --- | - | - | - | ------- | ----- | ------ |
| 1.  | Barranquilla FC   | 18  | 8 | 5 | 5 | 030:210 | +9    | 29     |
| 2.  | Dépor FC          | 18  | 8 | 4 | 6 | 021:230 | −2    | 28     |
| 3.  | Valledupar FC     | 18  | 7 | 5 | 6 | 025:220 | +3    | 26     |
| 4.  | Patriotas         | 18  | 6 | 7 | 5 | 018:190 | −1    | 25     |
| 5.  | Bogotá FC         | 18  | 7 | 3 | 8 | 024:230 | +1    | 24     |
| 6.  | Girardot FC       | 18  | 7 | 3 | 8 | 024:240 | ±0    | 24     |
| 7.  | Juventud Soacha   | 18  | 6 | 4 | 8 | 014:190 | −5    | 22     |
| 8.  | Córdoba FC        | 18  | 5 | 6 | 7 | 017:190 | −2    | 21     |
| 9.  | Alianza Petrolera | 18  | 3 | 8 | 7 | 019:240 | −5    | 17     |

| (A) | Absteiger aus der Categoría Primera A: Real Cartagena |

### Halbfinal-Phase

#### Gruppe A
| Pl. | Verein         | Sp. | S | U | N | Tore    | Diff. | Punkte |
| --- | -------------- | --- | - | - | - | ------- | ----- | ------ |
| 1.  | Real Cartagena | 6   | 4 | 1 | 1 | 009:700 | +2    | 13     |
| 2.  | Academia FC    | 6   | 4 | 0 | 2 | 012:400 | +8    | 12     |
| 3.  | Patriotas      | 6   | 2 | 0 | 4 | 006:900 | −3    | 06     |
| 4.  | Dépor FC       | 6   | 1 | 1 | 4 | 004:110 | −7    | 04     |

#### Gruppe B
| Pl. | Verein             | Sp. | S | U | N | Tore    | Diff. | Punkte |
| --- | ------------------ | --- | - | - | - | ------- | ----- | ------ |
| 1.  | Valledupar FC      | 6   | 3 | 1 | 2 | 005:600 | −1    | 10     |
| 2.  | Unión Magdalena    | 6   | 2 | 2 | 2 | 005:400 | +1    | 08     |
| 3.  | Barranquilla FC    | 6   | 2 | 2 | 2 | 007:900 | −2    | 08     |
| 4.  | Deportivo Rionegro | 6   | 2 | 1 | 3 | 006:400 | +2    | 07     |

### Finale
| Datum                                               |                | Ergebnis |                | Ort        |
| --------------------------------------------------- | -------------- | -------- | -------------- | ---------- |
| 15.11.2008                                          | Valledupar FC  | 2:1      | Real Cartagena | Valledupar |
| 22.11.2008                                          | Real Cartagena | 2:0      | Valledupar FC  | Cartagena  |
| Gesamt:                                             | Valledupar FC  | 2:3      | Real Cartagena |            |
| damit wurde Real Cartagena Meister der Finalización |                |          |                |            |

### Torschützenliste
Bei gleicher Anzahl von Treffern sind die Spieler alphabetisch geordnet.
| Pl. | Spieler         | Mannschaft              | Tore |
| --- | --------------- | ----------------------- | ---- |
| 1.  | Erwin Carrillo  | Unión Magdalena         | 7    |
| 1.  | Jeison Quiñónez | Expreso Rojo            | 7    |
| 1.  | Édison Villalba | Real Santander          | 7    |
| 4.  | Ángelo Amaya    | Centauros Villavicencio | 5    |
| 4.  | Cristian López  | Cortuluá                | 5    |

## Finale
| Datum                                                                     |                    | Ergebnis |                    | Ort       |
| ------------------------------------------------------------------------- | ------------------ | -------- | ------------------ | --------- |
| 26.11.2008                                                                | Real Cartagena     | 3:0      | Deportivo Rionegro | Cartagena |
| 29.11.2008                                                                | Deportivo Rionegro | 2:1      | Real Cartagena     | Rionegro  |
| Gesamt:                                                                   | Real Cartagena     | 4:2      | Deportivo Rionegro |           |
| damit wurde Real Cartagena Meister und stieg direkt in die erste Liga auf |                    |          |                    |           |

## Relegation
| Datum |                    | Ergebnis |                    | Ort      |
| --- | ------------------ | -------- | ------------------ | -------- |
| 06.12.2008 | Deportivo Rionegro | 0:1      | Envigado FC        | Rionegro |
| 13.12.2008 | Envigado FC        | 2:1      | Deportivo Rionegro | Envigado |
| Gesamt: | Deportivo Rionegro | 1:3      | Envigado FC        |          |
| damit konnte Deportivo Rionegro nicht in die Categoría Primera A aufsteigen und Envigado FC blieb in der ersten Liga |                    |          |                    |          |

## Gesamttabelle
In der Reclasificación werden alle Spiele der Spielzeit zusammengefasst.
| Pl. | Verein                  | Sp. | S  | U  | N  | Tore    | Diff. | Punkte |
| --- | ----------------------- | --- | -- | -- | -- | ------- | ----- | ------ |
| 1.  | Deportivo Rionegro      | 52  | 25 | 16 | 11 | 078:530 | +25   | 91     |
| 2.  | Unión Magdalena         | 50  | 22 | 15 | 13 | 058:400 | +18   | 81     |
| 3.  | Valledupar FC           | 50  | 21 | 13 | 16 | 058:560 | +2    | 76     |
| 4.  | Bogotá FC               | 42  | 20 | 11 | 11 | 063:390 | +24   | 71     |
| 5.  | Real Cartagena          | 46  | 19 | 14 | 13 | 059:510 | +8    | 71     |
| 6.  | Dépor FC                | 48  | 17 | 15 | 16 | 056:620 | −6    | 66     |
| 7.  | Academia FC             | 42  | 17 | 12 | 13 | 057:450 | +12   | 63     |
| 8.  | Juventud Soacha         | 42  | 16 | 12 | 14 | 042:450 | −3    | 60     |
| 9.  | Barranquilla FC         | 42  | 14 | 15 | 13 | 049:470 | +2    | 57     |
| 10. | Patriotas               | 42  | 14 | 12 | 16 | 046:550 | −9    | 54     |
| 11. | Córdoba FC              | 42  | 13 | 11 | 18 | 038:460 | −8    | 50     |
| 12. | Expreso Rojo            | 36  | 12 | 11 | 13 | 031:410 | −10   | 47     |
| 13. | Girardot FC             | 36  | 13 | 6  | 17 | 048:480 | ±0    | 45     |
| 14. | Centauros Villavicencio | 42  | 11 | 12 | 19 | 042:530 | −11   | 45     |
| 15. | Itagüí Ditaires         | 35  | 10 | 12 | 13 | 025:310 | −6    | 42     |
| 16. | Real Santander          | 36  | 9  | 12 | 15 | 032:400 | −8    | 39     |
| 17. | Cortuluá                | 36  | 6  | 14 | 16 | 037:460 | −9    | 32     |
| 18. | Alianza Petrolera       | 36  | 6  | 13 | 17 | 036:550 | −19   | 31     |